# Lisina 6-deidrogenasi
La lisina 6-deidrogenasi è un enzima appartenente alla classe delle ossidoreduttasi, che catalizza la seguente reazione:
L-lisina + NAD+ + H2O ⇄ (S)-2-amino-6-ossoesanoato + NADH + H+ + NH3
(S)-2-amino-6-ossoesanoato ⇄ (S)-2,3,4,5-tetraidropiridina-2-carbossilato + H2O (spontaneo)
L'enzima è altamente specifico per il substrato L-lisina, sebbene anche la (S)-(β-aminoetil)-L-cisteina può agire da substrato, ma più lentamente. Mentre l'enzima di Agrobacterium tumefaciens può usare solo NAD+, quello del batterio termofilico Geobacillus stearothermophilus può usare anche NADP+, ma più lentamente [1,4].